# Чиста вода та належна санітарія
Чиста вода та належна санітарія – ціль сталого розвитку (ЦСР) 6, завданням якої є забезпечення наявності та сталого управління водними ресурсами та санітарією. Є однією з 17 цілей сталого розвитку (ЦСР), або глобальних цілей, ухвалених на період від 2015 до 2030 року, яким відповідають 169 завдань. 
Офіційний документ (резолюція) Генеральної Асамблеї ООН «Перетворення нашого світу: Порядок денний в області сталого розвитку на період до 2030 року» (англ. Transforming our world: the 2030 Agenda for Sustainable Development), від 25 вересня 2015 року, оголосив новий план дій, метою якого є виведення світу на траєкторію сталого та життєстійкого розвитку.

## Загальні положення
Доступ до безпечної води, санітарії та гігієни є найголовнішою потребою людини для здоров'я та благополуччя. Мільярди людей не матимуть доступу до цих основних послуг у 2030 році, якщо прогрес не збільшиться вчетверо. 
Попит на воду зростає через швидке зростання населення, урбанізації та збільшення потреби у воді з боку сільського господарства, промисловості та енергетики. Десятиліття неправильного використання, поганого управління, надмірного вилучення підземних вод та забруднення запасів прісної води посилили дефіцит води. Крім того, країни стикаються зі зростаючими проблемами, пов'язаними з деградацією водних екосистем, нестачею води, спричиненою зміною клімату, недостатніми інвестиціями у водопостачання та санітарію та недостатньою співпрацею на транскордонних водах.
У період з 2015 по 2020 рік частка населення, що користується послугами питної води, організованої з дотриманням вимог безпеки, збільшилася з 70 % до 74 %, частка населення, що користується безпечними засобами санітарії, збільшилася з 47 % до 54 %, а чисельність населення, що має доступ до пристосувань для миття рук із милом та водою. у домашніх умовах збільшився з 67 % до 71%. Для забезпечення загального охоплення до 2030 року темпи розвитку цих базових послуг мають збільшитись у чотири рази.

## Завдання, строки та індикатори ЦСР 6
ЦСР 6 «Чиста вода та належна санітарія» має 8 завдань (завдання 1-6 та 6а, 6б). Шість з них повинні бути виконані до 2030 р., одне - до 2020 р., а для одного цільового року немає. Кожне із завдань також має один або два індикатори, які мають застосовуватися для вимірювання прогресу у виконанні завдання.
Завдання ЦСР 6 «Чиста вода та належна санітарія» та індикатори виконання наступні.
1) Завдання: Безпечна і доступна за ціною питна вода – до 2030 р.
- Індикатор - Частка населення, що користується питною водою з безпечним управлінням.

2) Завдання: Припинення відкритої дефекації і забезпечення доступу до засобів санітарії і гігієни – до 2030 р.
- Індикатор - Частка населення, що користується: а) безпечними послугами санітарії; б) засобами для миття рук з милом і водою.

3) Завдання: Поліпшення якості води, очищення стічних вод і безпечне повторне використання – до 2030 р.
- Індикатор 3.1. - Частка господарсько-побутових та промислових стічних вод, що безпечно очищені.

- Індикатор 3.2. - Частка водних об’єктів з доброю якістю води.

4) Завдання: Підвищення ефективності водокористування, забезпечення запасів прісної води, значне скорочення кількості людей, які страждають від нестачі води – до 2030 р.
- Індикатор 4.1. - Підвищення ефективності водокористування з плином часу.

- Індикатор 4.2. - Рівень водного стресу: забір прісної води як частки наявних ресурсів прісної води.

5) Завдання: Запровадження інтегрованого управління водними ресурсами на всіх рівнях, в тому числі за допомогою транскордонного співробітництва - до 2030 р.
- Індикатор 5.1. - Ступінь інтегрованого управління водними ресурсами.

- Індикатор 5.2. - Частка території транскордонного басейну з чинним механізмом водного співробітництва.

6) Завдання: Захист та відновлення пов'язаних з водою екосистем - до 2020 р.
- Індикатор - Збільшення протяжності пов’язаних з водою екосистем з плином часу.

6а) Завдання: Розширення підтримки країн, що розвиваються, в області водопостачання і санітарії (опріснення, технології рециркуляції і повторного використання) - до 2030 р.
- Індикатор - Обсяг офіційної допомоги з метою розвитку, пов'язаного з водопостачанням та санітарією, яка є частиною плану витрат, що координується урядом.

6б) Завдання: Підтримка місцевої участі в управлінні водними ресурсами та санітарією – строків немає.
- Індикатор - Підтримка та посилення участі місцевих громад у покращенні управління водними ресурсами та санітарією.